# Buddy Ebsen
Buddy Ebsen (Belleville, 2 de abril de 1908 — Torrance, 6 de julho de 2003) foi um ator e dançarino estadunidense, que tornou-se conhecido por interpretar J. D. "Jed" Clampett na série The Beverly Hillbillies e o Detetive Barnaby Jones na série homônima.

## Filmografia
- Broadway Melody of 1936 (1935)
- Captain January (1936)
- Born to Dance (1936)
- Banjo on My Knee (1936)
- Broadway Melody of 1938 (1937)
- The Girl of the Golden West (1938)
- Yellow Jack (1938)
- My Lucky Star (1938)
- Four Girls in White (1939)
- The Kid from Texas (1939)
- The Wizard of Oz (1939)
- Hollywood Hobbies (1939)
- They Met in Argentina (1941)
- Parachute Battalion (1941)
- Sing Your Worries Away (1942)
- Under Mexicali Stars (1950)
- Silver City Bonanza (1951)
- Thunder in God's Country (1951)
- Rodeo King and the Senorita (1951)
- Utah Wagon Train (1951)
- Night People (1954)
- Red Garters (1954)
- Davy Crockett, King of the Wild Frontier (1954)
- Davy Crockett and the River Pirates (1956)
- Attack (1956)
- Between Heaven and Helll (1956)
- Mission of Danger (1959)
- Frontier Rangers (1959)